# 阿蘇温泉郷
阿蘇温泉郷（あそおんせんきょう）は、熊本県阿蘇郡（旧国肥後国）の阿蘇山周辺にある温泉の総称（温泉郷）。何れも火山起源の温泉で、湯量が豊富である。

## 郷内の温泉
- 阿蘇内牧温泉
- 阿蘇赤水温泉
- 白水温泉
- 栃木温泉（とちのき）
- 垂玉温泉
- 地獄温泉
- 湯の谷温泉

※場合によっては南小国温泉郷（黒川温泉、満願寺温泉ほか）や杖立温泉等を含むこともある。